# Норовка (Орловская область)
Норовка — село в Ливенском районе Орловской области России. 
Входит в Казанское сельское поселение в рамках организации местного самоуправления и в Казанский сельсовет в рамках административно-территориального устройства.

## География
Расположено в 26 км к юго-востоку от райцентра, города Ливны, и в 145 км к юго-востоку от центра города Орёл.
В 7 км к северо-западу находится центр сельского поселения (сельсовета) — село Казанское.

## Население
| 2002 | 2010 |
| ---- | ---- |
| 240  | ↘238 |

Согласно результатам переписи 2002 года, в национальной структуре населения русские составляли 93 % от жителей.